# 안승윤
안승윤(安承潤, 1962년 10월 5일 ~ , 경상남도)은 SK브로드밴드 사장을 거쳐 SK텔레시스 대표이사 사장을 맡고 있는 대한민국의 기업인이다. 

## 학력
- 마산고등학교 졸업
- 서울대학교 국제경제학과 졸업

## 경력
- SK텔레콤 과장
- SK신세기통신 팀장
- SK텔레콤 CRM본부장 겸 마케팅연구원장
- SK텔레콤 인터넷전략본부장 상무
- SK텔레콤 콘텐츠사업본부장 상무
- SK브로드밴드 사장
- SK텔레시스 사장

## 참고 자료
- 안승윤 네이버 인물검색